# Esteatito

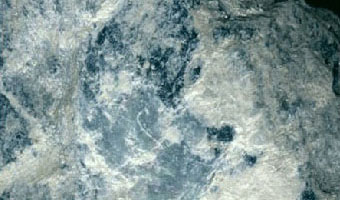
Aspecto da pedra-sabão

Esteatite (também pedra de talco ou pedra-sabão) é uma rocha metamórfica, compacta, composta sobretudo de talco (também chamado de esteatite ou esteatita), mas contendo muitos outros minerais como magnesita, clorita, tremolita e quartzo, por exemplo. É uma rocha muito branda e de baixa dureza, por conter grandes quantidades de talco na sua constituição. A pedra-sabão é encontrada em cores que vão de cinza a verde. Ao tato, dá uma sensação de ser oleosa ou saponácea, derivando-se daí sua designação de pedra-sabão. Existem grandes depósitos de valor comercial no Brasil, em maior escala no estado de Minas Gerais.

## Características físicas
A pedra-sabão é praticamente impenetrável. Não é afetada por substâncias alcalinas ou ácidas. Uma das notáveis características da pedra-sabão é sua excelente capacidade de resistir a extremos de temperatura desde muito abaixo de zero até acima de cerca 1000 °C. A pedra-sabão resiste às exposições e mudanças de condições atmosféricas durante séculos.

## Usos da pedra-sabão

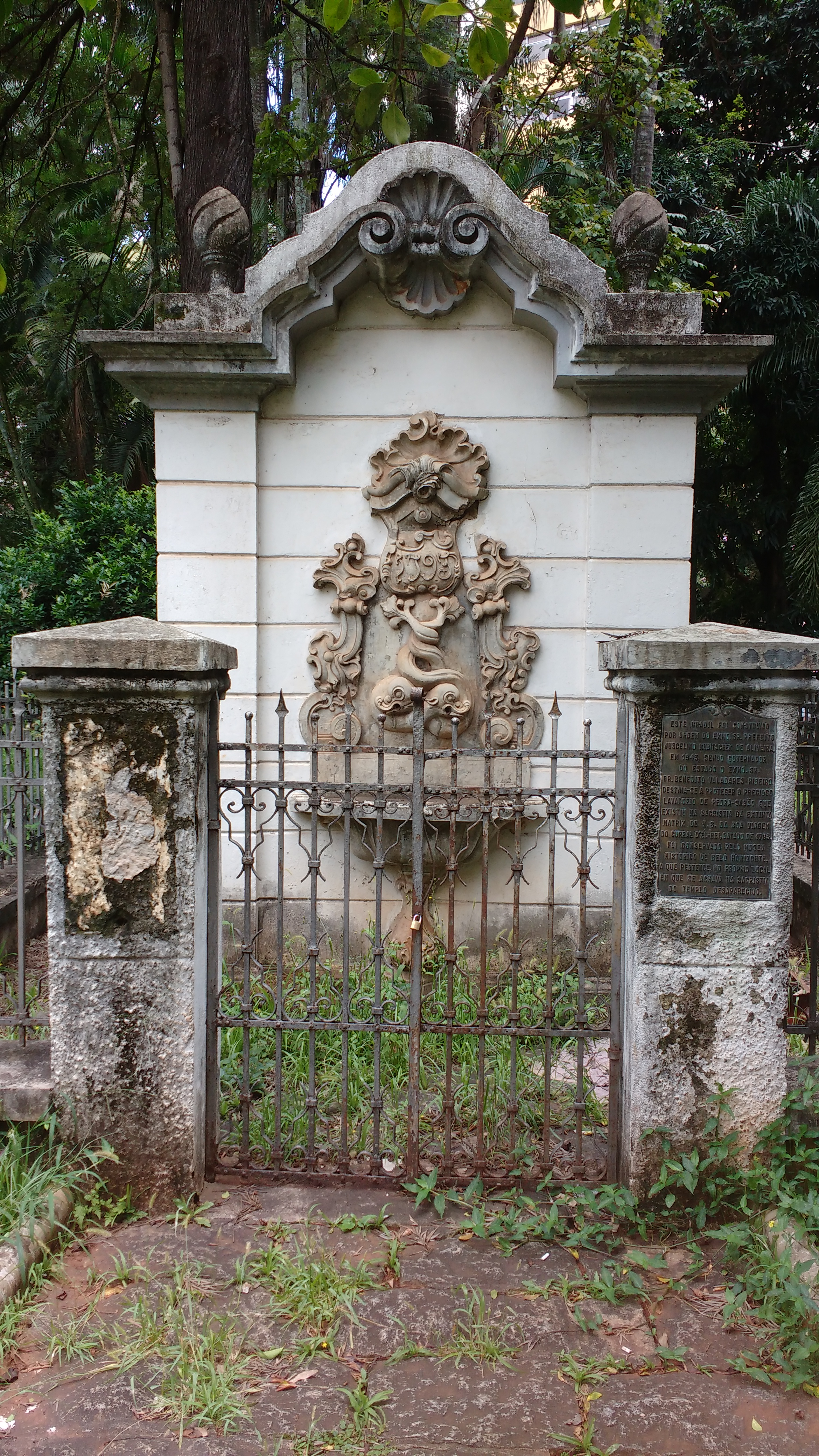
Réplica em cimento do lavatório de pedra-sabão ao lado da Catedral Nossa Senhora da Boa Viagem, em Belo Horizonte. Original fica no corredor lateral da edificação.

Este tipo de rocha é muito utilizado na fabricação de panelas, esculturas e decoração, pela facilidade com que é trabalhada. O seu uso é generalizado pelo mundo afora: desde as esculturas tradicionais dos Inuit até a algumas obras do Aleijadinho. É especialmente utilizada na construção de lareiras, também pela sua capacidade de absorver e distribuir de forma regular o calor.
A pedra-sabão, em virtude de suas excelentes propriedades de absorção de calor, retém quase todo o calor produzido pela fonte de energia (madeira, carvão mineral, carvão vegetal, gás, energia elétrica) e o conduz rapidamente, através do chamado aquecimento de massa térmica. Isto significa que a própria pedra atua como uma eficiente fonte de calor e não a chama propriamente dita, como acontece com as tradicionais lareiras abertas. Por outras palavras, o calor absorvido pela massa da pedra-sabão é, em seguida, liberado lenta e uniformemente no passar do tempo, mesmo após a fonte de calor se extinguir ou ser desligada. Outra característica notável da pedra-sabão é que gera calor radiante, enquanto permanece, em geral, isenta de perigo ao toque.
No Brasil, especialmente no Estado de Minas Gerais e na cidade turística de Ouro Preto, esta pedra é usada para a confecção de artesanatos feitos pela população local como: Porta-jóias, panelas, canecas, taças de vinho, além de souvenirs e estatuetas. Encontrados em feiras locais e pela internet. Algumas tribos da América do Norte utilizavam a pedra-sabão para produzir tigelas, recipientes para cozinha e outros objetos; historicamente, este hábito era particularmente comum durante o chamado período arqueológico arcaico. Outras tribos faziam cachimbos de pedra-sabão para fumar tabaco; inúmeros exemplares já foram encontrados em artefatos de diferentes culturas de nativos norte-americanos e outros continuam em uso nos dias de hoje. A baixa condutividade de calor da pedra-sabão permite o fumo de forma prolongada, sem que o cachimbo se aqueça demais.
Os viquingues escavavam pedra-sabão diretamente da pedra matriz, manufaturavam panelas e as vendiam localmente e no exterior.
Tepe Yahya, uma antiga cidade comerciante no sudeste do Irã, era um centro de produção e distribuição de pedra-sabão nos anos de 5000 a 3000 A.C. A pedra-sabão também era utilizada na Civilização Minoica em Creta.  No Palácio de Cnossos, a recuperação arqueológica incluiu uma magnificente mesa cerimonial feita de estereatita.
Os Iorubás do oeste da Nigéria utilizavam pedra-sabão em muitas estátuas, especialmente em Esie, onde arqueologistas descobriram centenas de estátuas de homens e mulheres do tamanho de metade de uma pessoa. Os Iorubás de Ifé também produziram um obelisco em miniatura de pedra-sabão com  animais de metal chamada supersticiosamente de "os empregados de Oranmiyan".
A pedra-sabão tem sido usada na Índia durante séculos como material para esculturas. A mineração desta pedra para atender a demanda mundial de talco está ameaçando o habitat natural dos tigres indianos. Os templos do Império Hoysala eram feitos de pedra-sabão.
A pedra-sabão é usada por ferreiros como um marcador pois, devido à sua resistência ao calor, ela se mantém visível mesmo quando aquecida. Também vem sendo utilizada por muitos anos por costureiras, carpinteiros e outros artesãos como um giz para fazer marcas no material a ser trabalhado, pois suas marcas são visíveis e podem ser apagadas.
Outro uso deste material é o de servir como molde para trabalhar materiais maleáveis como o peltre ou prata, devido à sua facilidade de ser trabalhado e sua não degradação com o calor.  A superfície lisa da pedra-sabão permite a fácil retirada do objeto fundido do molde.
Pedra-sabão minada localmente era utilizada como pedra de túmulos no nordeste do estado da Geórgia, EUA, do século XIX, nas regiões de Dahlonega e Cleveland.
A pedra-sabão também é bastante utilizada pelos chineses para a confecção de selos (em forma de carimbo) para a assinatura de cartas e documentos.
O Cristo Redentor, obra da primeira metade do século XX (construção de 1922-1931), embora construído em concreto armado, possui em sua superfície um mosaico de pedra-sabão, com milhares de pequenas placas em formato triangular que simbolizam, com  a santíssima trindade.
A pedra-sabão é comumente utilizada como isolante elétrico ou como caixa de força que abriga componentes elétricos, devido à sua durabilidade e baixa condutividade elétrica, e porque pode ser moldada em formatos complexos mediante fundição. O esteatito sofre transformações nas suas propriedades físico-químicas quando aquecido em temperaturas de 1000–1200 °C, convertendo-se em enstatita e cristobalita. Na escala Mohs, esta transformação corresponde a um aumento de dureza de 1 para 5.5–6.5.

## Como tratar a pedra-sabão
Utilizar óleo mineral (qualquer tipo de óleo hidrocarbônico, que pode ser adquirido em farmácias). Esfregar o óleo na pedra. Remover excedentes para que não haja aparência de molhado. No passar do tempo, fazer nova aplicação de óleo. Os seladores de pedras produzem pouco efeito sobre a pedra-sabão, em comparação com granito ou ardósia. Fazer a limpeza com esponja ou com pano macio, utilizando água limpa e detergente neutro, se necessário.

## Panelas de pedra sabão e seu uso na cozinha
Atualmente a pedra sabão têm sido muito utilizada na culinária. Os utensílios para cozinha em pedra sabão são diversos como: Panelas de pedra sabão, panelas de pressão em pedra sabão, grelhas em pedra sabão. Há diversos pontos positivos de se utilizar uma peça de pedra sabão no preparo dos alimentos. Estudos recentes demonstraram que minerais benéficos a saúde como ferro, cálcio, manganês e zinco são transferidos para os alimentos que são cozinhados na panela de pedra.